# Thelypodieae
Thelypodieae es una tribu de plantas pertenecientes a la familia Brassicaceae. El género tipo es Thelypodium Endl.

## Géneros
- Agianthus Greene = Streptanthus Nutt.
- Alpaminia O. E. Schulz = Weberbauera Gilg & Muschl.
- Ateixa Ravenna = Sarcodraba Gilg & Muschl.
- Cartiera Greene = Streptanthus Nutt.
- Catadysia O. E. Schulz
- Caulanthus S. Watson
- Caulostramina Rollins = Hesperidanthus (B. L. Rob.) Rydb.
- Chaunanthus O. E. Schulz
- Chilocardamum O. E. Schulz
- Chlorocrambe Rydb.
- Coelophragmus O. E. Schulz
- Dictyophragmus O. E. Schulz
- Disaccanthus Greene = Streptanthus Nutt.
- Dryopetalon A. Gray
- Englerocharis Muschl.
- Eremodraba O. E. Schulz
- Euklisia (Nutt. ex Torr. & A. Gray) Rydb. = Streptanthus Nutt.
- Glaucocarpum Rollins = Hesperidanthus (B. L. Rob.) Rydb.
- Guillenia Greene = Caulanthus S. Watson
- Hesperidanthus (B. L. Rob.) Rydb.
- Icianthus Greene = Streptanthus Nutt.
- Machaerophorus Schltdl. = Sibara Greene
- Mesoreanthus Greene = Streptanthus Nutt.
- Microsemia Greene = Streptanthus Nutt.
- Microsisymbrium O. E. Schulz = Caulanthus S. Watson
- Mitophyllum Greene = Streptanthus Nutt.
- Mostacillastrum O. E. Schulz
- Neuontobotrys O. E. Schulz
- Pachypodium Nutt. = Thelypodium Endl.
- Pelagatia O. E. Schulz = Weberbauera Gilg & Muschl.
- Phlebolobium O. E. Schulz
- Pleiocardia Greene = Streptanthus Nutt.
- Pleurophragma Rydb. = Thelypodium Endl.
- Polypsecadium O. E. Schulz
- Pringlea W. Anderson ex Hook. f.
- Pterygiosperma O. E. Schulz
- Rollinsia Al-Shehbaz = Dryopetalon A. Gray
- Romanschulzia O. E. Schulz
- Sarcodraba Gilg & Muschl.
- Sibara Greene
- Sibaropsis S. D. Boyd & T. S. Ross
- Stanfordia S. Watson = Caulanthus S. Watson
- Stanleya Nutt.
- Stanleyella Rydb. = Thelypodium Endl.
- Stenodraba O. E. Schulz = Weberbauera Gilg & Muschl.
- Streptanthella Rydb.
- Streptanthus Nutt.
- Thelypodiopsis Rydb.
- Thelypodium Endl.
- Thysanocarpus Hook.
- Warea Nutt.
- Weberbauera Gilg & Muschl.
- Werdermannia O. E. Schulz